# NGC 2660
NGC 2660 је расејано звездано јато у сазвежђу Једра које се налази на NGC листи објеката дубоког неба.
Деклинација објекта је - 47° 12' 2" а ректасцензија 8h 42m 38,0s. Привидна величина (магнитуда) објекта NGC 2660 износи 8,8. NGC 2660 је још познат и под ознакама OCL 759, ESO 260-SC4.